# Ambrym
Ambrym è un'isola situata nell'Oceano Pacifico e appartenente alla repubblica di Vanuatu.
È una delle tre isole principali della provincia di Malampa e la quinta isola più grande dello Stato, la sua superficie è pari a 678 km² e gli abitanti sono circa 10.000.
Gli insediamenti e le attività economiche si concentrano nelle pianure costiere, nella parte interna dell'isola si trovano alcuni vulcani attivi.

## Geografia
L'isola è situata nella parte centrale dell'arcipelago circa 170 km a nord della capitale Port Vila e circa 2000 km a nord est dell'Australia. Nella parte orientale si affaccia sull'Oceano Pacifico mentre la parte occidentale si affaccia sul Mar dei Coralli.
Ambrym ha una forma triangolare, agli estremi orientali, settentrionale e occidentali del nucleo montagnoso dell'isola si trovano tre penisole di forma molto simile. L'estensione da est a ovest è di circa 43 km, da nord a sud invece è di 30 km.
Nella parte centrale dell'isola si trovano i vulcani che raggiungono un'altitudine di circa 1.300 m s.l.m. e intorno ai quali si sviluppa una vasta e arida fascia lavica. La parte più vicina alla costa presenta invece vegetazione tropicale caratterizzata da una fitta giungla. L'attività economica principale è la coltivazione del cocco.

## Storia
Il primo ad avvistare l'isola fu il francese Louis Antoine de Bougainville nel 1768. James Cook vi passò a fianco sei anni dopo, riportò nei suoi diari di attività vulcanica sull'isola ma non vi sbarcò.
Nel 1913, in occasione di un'eruzione particolarmente violenta l'intera popolazione dell'isola fu evacuata.

## Geologia
L'arcipelago di Vanuatu è situato nella zona di incontro fra la placca pacifica e la placca indo-australiana ed è quindi caratterizzato da un'intensa attività vulcanica.
Da un punto di vista geologico l'isola di Ambrym è costituita da un enorme vulcano a scudo che, nel contempo, è il principale vulcano dell'arcipelago. I due crateri principali Benbow e Marum sono collocati in una caldera costituitasi circa 2.000 anni fa in seguito ad un'enorme eruzione durante la quale sono stati espulsi circa 70 km cubi di materiale (circa 6 volte quanto espulso dall'eruzione del Pinatubo del 1991).
Alcuni dei crateri sono ancora attivi, in epoca recente vi sono state numerose eruzioni, quelle che provocarono più danno furono nel 1913, 1929 e 1950 quando vennero distrutti diversi villaggi. Le ultime eruzioni furono nel 1979 e nel 1993, non fecero vittime ma provocarono la distruzione dei raccolti.

## Curiosità
Nel marzo del 2017, Google ha inserito le foto dei laghi di lava del cratere di Marum nel repertorio di Google Street View